# Pseudosimnia
Pseudosimnia là một chi ốc biển, là động vật thân mềm chân bụng sống ở biển thuộc họ Ovulidae.

## Các loài
Các loài thuộc chi Pseudosimnia bao gồm:
- Pseudosimnia adriatica (G.B. Sowerby I, 1828)[3]
- Pseudosimnia adriatica (G.B. Sowerby I, 1828)[3]
- Pseudosimnia bilineata Bozzetti, 2009[4]
- Pseudosimnia carnea (Poiret, 1789)[5]
- Pseudosimnia diaphana (Liltved, 1987)[6]
- Pseudosimnia flava Fehse, 2003[7]
- Pseudosimnia jeanae (Cate, 1973)[8]
- Pseudosimnia juanjosensii (Perez & Gomez, 1987)[9]
- Pseudosimnia nudelmani Lorenz & Fehse, 2009[10]
- Pseudosimnia pyrulina (A. Adams, 1854)[11]
- Pseudosimnia shikamai (Cate, 1973)[12]
- Pseudosimnia vanhyningi (M. Smith, 1940)[13]
- Pseudosimnia wieseorum Lorenz, 1985[14]

## Hình ảnh

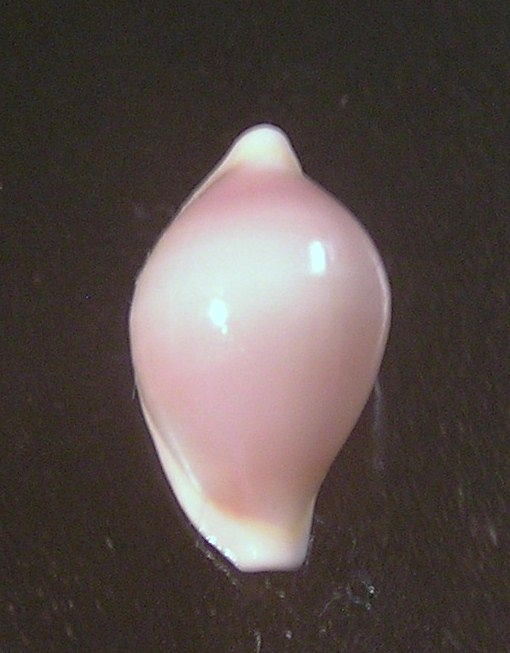